# 九龍巴士273線
九龍巴士273線是香港粉嶺／上水新市鎮一條來往華明邨及粉嶺站的循環巴士路線。其繁忙時間輔助線273S線則於平日上午單向由粉嶺（暉明路）開往粉嶺站，黃昏則由粉嶺站開出兩班前往華明。

## 歷史
- 1991年6月1日：路線投入服務，使用百和路蓬瀛仙館停車場掉頭折返。
- 1995年7月16日：配合嘉福邨入伙，延長至欣翠花園作循環點。
- 1997年7月17日：配合273A投入服務，縮短至粉嶺站，以基新中學作循環點。
- 2002年1月7日：增設早上特別班次273S，由華明邨（華明路近康明樓對出）單程開往粉嶺站，由華明路直接左轉百和路，於基新中學迴旋處折返後，以百和路粉嶺站對出作終站，祇於平日07:30-08:30提供服務。
- 2013年8月19日：273S配合北區區域性巴士路線重組第一階段實施，增設兩班下午回程服務，於星期一至五傍晚18:15及18:45由粉嶺鐵路站經華明路（欣盛苑、雍盛苑）開返華明
- 2015年12月31日：增設到站時間預報。
- 2023年2月27日：273S線早上班次改由暉明路（宣道會陳朱素華紀念中學外）開出，並於華明路昌盛苑昌濤閣外增設中途站，取消「華明邨康明樓」站。

## 服務時間及班次
273
| 華明開           | 華明開      | 華明開       |
| 日期             | 服務時間    | 班次（分鐘） |
| ---------------- | ----------- | ------------ |
| 星期一至五       | 05:30-06:30 | 6            |
| 星期一至五       | 06:30-09:30 | 2-3          |
| 星期一至五       | 09:30-17:30 | 6            |
| 星期一至五       | 17:30-19:30 | 2-3          |
| 星期一至五       | 19:30-20:00 | 5            |
| 星期一至五       | 20:00-00:30 | 6            |
| 星期六           | 05:30-08:06 | 6            |
| 星期六           | 08:06-09:00 | 4/5          |
| 星期六           | 09:00-17:00 | 6            |
| 星期六           | 17:00-19:06 | 4/5          |
| 星期六           | 19:06-22:30 | 6            |
| 星期六           | 22:30-00:30 | 8            |
| 星期日及公眾假期 | 05:30-17:00 | 6            |
| 星期日及公眾假期 | 17:00-19:06 | 4/5          |
| 星期日及公眾假期 | 19:06-22:30 | 6            |
| 星期日及公眾假期 | 22:30-00:30 | 8            |

273S
- 粉嶺（暉明路）開：
  - 星期一至五：07:30-08:30（10分鐘一班）
  - 星期六：07:50、08:10、08:30
- 粉嶺站開：
  - 星期一至五：18:15、18:45

星期日及公眾假期不設服務

## 收費
全程：$4.0
| - 本線設有12歲以下小童及65歲或以上長者半價優惠。 - 65歲或以上香港居民使用「樂悠咭」，以及12歲以下合資格殘疾兒童使用「殘疾人士身份」個人八達通繳付車資，均可享有每程$2.0或半價（以較低者為準）的票價優惠；12至64歲合資格殘疾人士使用「殘疾人士身份」個人八達通（包括「樂悠咭」），以及60至64歲香港居民使用「樂悠咭」繳付車資，均可享有每程$2.0或全費（以較低者為準）的票價優惠。 - 65歲或以上長者如使用長者或一般個人八達通繳付車資，則只可享有半價優惠；12至64歲合資格殘疾人士如不使用「殘疾人士身份」個人八達通，以及60至64歲人士如不使用「樂悠咭」繳付車資，必須繳付全費。 - 乘客可以現金或八達通於上車時付款，不設找續。 - 每位成人乘客可免費攜帶最多兩名4歲以下而不佔座位的兒童乘客乘車，超額之4歲以下小童必須繳付小童車費乘車。 - 持有「九巴月票」之乘客在車票有效期內，每日可享最多10程任何九龍巴士及龍運巴士路線（包括本路線，以及聯營路線的九龍巴士／龍運巴士提供的班次；惟乘搭機場「A」及「NA」線則可享原價二七折優惠（不會計算每天10次合資格車程））；而B1線則每日可享最多各2程（不會計算每天10次合資格車程）。 - 九龍巴士、城巴、龍運巴士及陽光巴士全職員工及家屬（不包括外判職員）可免費乘搭本路線，惟必須拍職員或職員家屬八達通。 - 乘客亦可透過多元化電子支付系統（e度嘟）繳付車資，包括使用非接觸式VISA卡、JCB卡、萬事達卡、銀聯卡、美國運通、大來國際、Discover Card、Apple Pay、Google Pay、Samsung Pay、AlipayHK「易乘碼」、支付寶、WeChatHK／微信支付「搭車碼」、銀聯雲閃付「乘車碼」及BOC Pay「乘車碼」。乘客使用此付款方式，使用此支付方式的乘客可享有中途下車之分段收費，以及與其他九巴／龍運獨營路線或聯營線九巴／龍運班次之轉乘優惠，惟不適用於與非九巴／龍運路線之轉乘優惠，亦不能享有「公共交通費用補貼計劃」及「長者及合資格殘疾人士公共交通票價優惠計劃」。 |

### 八達通轉乘優惠
乘客登上本線往華明後30分鐘內以同一張八達通卡轉乘273A或273D線往彩園，次程可獲$4.2車資折扣優惠：

## 使用車輛
斯堪尼亞K230UB 10.6米於2009年6月29日起引入本線，為九巴首度用低地台巴士作本線掛牌車，2010年2月7日起再調走3輛三菱MK系單層巴士，改派全新落地的第2代12米斯堪尼亞K230UB單層低地台空調巴士。
九巴首批12米2010年MCV Evolution車身富豪B7RLE低地台單層空調巴士（AVC）於2010年4月13日起首航本線，成為首條行走該款巴士的九巴路線。隨著丹尼士長矛年事已高需要退役，2010年6月1日起，本路線其中8輛字軌車改派該款巴士行走，以替代一輛10.6米及一輛12米斯堪尼亞K230UB、唯一一輛富豪奧林比安11米雙層空調巴士字軌及5輛年事已高行將退役的丹尼士長矛，成為繼73K後，第二條以該款巴士為主力的巴士路線，亦令本路線再次全線以單層空調巴士行走，今次全為單層低地台空調巴士。2010年7月9日起兩部12米斯堪尼亞K230UB回歸本線，取代兩部富豪B7RLE，其中一輛被調往273B線服役，另一輛被調往78K線服役。
現時本線使用斯堪尼亞K230UB 1輛（ASC）12米， 4輛富豪B7RLE 12米（AVC），Enviro500 MMC 3輛 (ATENU) 12米 均屬上水車廠。
| 車隊編號 | 車牌   |
| -------- | ------ |
| ASC9     | NV9439 |
| AVC44    | RF5159 |
| AVC53    | RG5117 |
| AVC58    | RH4300 |
| AVC63    | RK2570 |
| ATENU238 | SL7076 |
| ATENU422 | TE4134 |
| ATENU444 | TE8352 |

## 行車路線
273
經：雷鳴路、偉明街、百和路（西行）、迴旋處、百和路（東行）、一鳴路、華明路及雷鳴路。
273S
粉嶺（暉明路）開經：暉明路、華明路、偉明街、百和路（西行）、迴旋處及百和路（東行）。
粉嶺站開經：百和路、華明路及雷鳴路。

### 走線圖

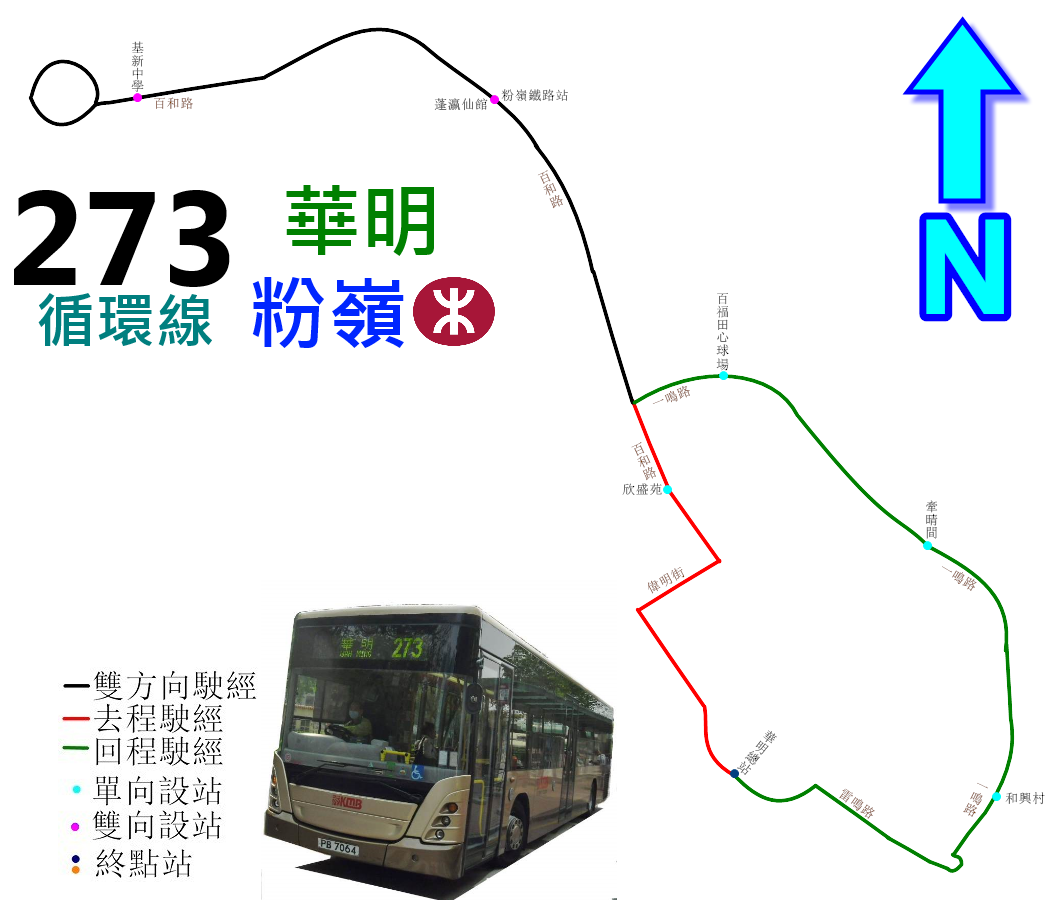

### 沿線車站
273
| 華明開 | 華明開             | 華明開       |
| 序號   | 車站名稱           | 位置         |
| ------ | ------------------ | ------------ |
| 1      | 華明巴士總站       | 華明巴士總站 |
| 2      | 欣盛苑             | 百和路       |
| 3      | 蓬瀛仙館（D2）     | 百和路       |
| 4      | 基新中學（西行站） | 百和路       |
| 5      | 基新中學（東行站） | 百和路       |
| 6      | 粉嶺站（D1）       | 百和路       |
| 7      | 百福田心球場       | 一鳴路       |
| 8      | 牽晴間             | 一鳴路       |
| 9      | 和興村             | 華明路       |
| 10     | 華明巴士總站       | 華明巴士總站 |

273S
| 粉嶺（暉明路）開 | 粉嶺（暉明路）開   | 粉嶺（暉明路）開 | 粉嶺站開 | 粉嶺站開     | 粉嶺站開     |
| 序號             | 車站名稱           | 位置             | 序號     | 車站名稱     | 位置         |
| ---------------- | ------------------ | ---------------- | -------- | ------------ | ------------ |
| 1                | 暉明路             | 暉明路           | 1        | 粉嶺站（D1） | 百和路       |
| 2                | 昌盛苑             | 華明路           | 2        | 欣盛苑欣暉閣 | 華明路       |
| 3                | 欣盛苑             | 百和路           | 3        | 華明邨康明樓 | 華明路       |
| 4                | 蓬瀛仙館（D2）     | 百和路           | 4        | 華明巴士總站 | 華明巴士總站 |
| 5                | 基新中學（西行站） | 百和路           |          |              |              |
| 6                | 基新中學（東行站） | 百和路           |          |              |              |
| 7                | 粉嶺站（D1）       | 百和路           |          |              |              |

## 其他
- 本線星期一至五繁忙時間班次曾達到1分鐘一班，打破港島7號線於1970年11月的1分鐘30秒鐘一班紀錄，一度成為香港以至全球班次最頻密的客運巴士路線（現時最密班次為2分鐘一班）。
- 本線設有全港轉車時限最短的八達通轉乘優惠（273往華明方向轉乘273A往彩園方向，轉車時限為第一程車登車後30分鐘），是因應牽晴間居民巴士服務被運輸署下令削減後，作為替代的巴士服務。

## 外部連結
- 九巴273線—九龍巴士 （页面存档备份，存于）